# Gott fährt Fahrrad
Gott fährt Fahrrad oder Die wunderliche Welt meines Vaters ist ein Roman des niederländischen Schriftstellers Maarten ’t Hart. Die Originalausgabe erschien 1979 unter dem Titel De aansprekers. Roman van vader en zoon im Verlag Uitgeverij De Arbeiderspers, Amsterdam. Die deutsche Übersetzung von Marianne Holberg erschien 2000 im Arche Verlag. Der autobiographische Roman ist eine Würdigung des Vaters Paulus („Pau“) ’t Hart und setzt sich mit dessen Sterben und der Erkenntnis eigener Sterblichkeit auseinander: „Solange er nicht tot war, konnte ich nicht sterben, aber wenn er sterben würde, war ich danach an der Reihe.“

## Handlung

### Auf der Kaimauer
Der Roman setzt ein mit einem Besuch des Ich-Erzählers Maarten bei der Mutter in Maassluis zum Jahreswechsel nach dem Tod des Vaters. Bei einem Spaziergang am Hafenkai kommt Maarten durch eine Unachtsamkeit auf dem gefrorenen Pflaster ins Rutschen und bewegt sich langsam auf das eiskalte Wasser zu. Er kann nicht glauben, dass dies sein Ende sein soll, kann gleichzeitig aber nichts dagegen tun, dass er sich unaufhaltsam auf die Kaimauer zubewegt und jede Anstrengung die Bewegung nur beschleunigt. Erst eine Duckdalbe stoppt die Bewegung auf das Wasser zu. Über Querbalken bringt sich Maarten in Sicherheit. Auf dem Pflaster kommt er wieder ins Rutschen, diesmal zwar in Richtung der Häuser, aber wie zuvor kann Maarten die Bewegung selbst nicht steuern.

### Besuchszeit
Von der Erkrankung seines Vaters wird Maarten während eines Kurzurlaubs mit seiner Frau überrascht: Er wird telefonisch über eine bevorstehende Magenoperation bei seinem Vater und Komplikationen informiert. Beim Besuch am Krankenbett kommt es zu einem Gespräch mit dem Vater und dem Bettnachbarn Thijs Loosjes, einer der typischen, verschrobenen ’t-Hart-Gestalten: Obwohl schon alt, ist Thijs seit Jahrzehnten mit Jannetje dauerverlobt, weil er glaubt, so dem Tod entgehen zu können, „denn Verlobte sterben nicht“. Auch Maarten versucht bei einem anschließenden Spaziergang Gründe zu finden, warum sein Vater nun noch nicht sterben kann.

### Gefurchte Wege
Am Tag der Operation geht Maarten zum Friedhof, auf dem sein Vater jahrelang als Friedhofsgärtner arbeitete. Die Friedhofswege sind noch gezeichnet von den Furchen, die sein Vater jeweils samstags zwar äußerst gewissenhaft zog, allerdings ohne dass sie irgendeinen Sinn haben: Überall auf dem Friedhof entdeckt Maarten die Zeichen der Vergänglichkeit an Gräbern und Grabsteinen. Er wird Zeuge, wie ein Vogelfänger seiner Arbeit nachgeht, ohne vom Friedhofsgärtner vertrieben zu werden (erst Polizisten bereiten seinem Treiben ein Ende). Ab Mittag versucht Maarten Informationen über den Verlauf der Operation zu bekommen, wird aber von allen nur vertröstet und am Abend schließlich auf den Hausarzt verwiesen. Dem Vater selbst geht es nach der Operation schlecht.

### Die dunklen Abende
Innerhalb von zehn Tagen erholt sich Pau aber deutlich. Maarten sucht den Hausarzt auf und erfährt dort, dass der Vater an einem Pankreaskarzinom erkrankt ist. Die Operation wurde deshalb so schnell durchgeführt, weil die Ärzte nichts mehr anderes tun konnten. Für den Vater bleibt noch ein halbes Jahr Lebenszeit. Abends im dunklen Zimmer sitzend denkt Maarten über seine Erfahrungen mit Tod und Sterben nach und ringt mit sich, ob er dem Vater die Wahrheit über seine Erkrankung sagen soll.

### Im Haus für die Totenbahren
Maarten will seinem Vater vorerst nichts von der Krebserkrankung erzählen. Dafür beginnt er nun intensiv, die letzte Zeit mit seinem Vater zu erleben. Mit Frühlingsbeginn besucht er seinen Vater auf dem Friedhof, um noch einmal und ein letztes Mal diesen Augenblick zu erleben. Im Gespräch mit dem Vater im Haus mit den Totenbahren tauchen auch die unschönen Erfahrungen der Kindheit auf: Das Schlagen durch den Vater, das dieser bereut. Gleichzeitig wird aber auch das Vertrauensverhältnis zum Vater ausgedrückt, und zwar im Bild, vorne beim Vater auf dem Fahrrad zu sitzen. Die Erinnerung an diese Szene zieht sich als roter Faden durch die gesamte Erzählung (die Szene selbst im Kapitel „Henoch“ erzählt) und steht in enger Verbindung mit dem Buchtitel.

### Der Zwischenfall und der Traum
Mit niemandem über den bevorstehenden Tod des Vaters sprechen zu können, lässt in Maarten eine Wut entstehen, die sich auf alle überträgt, „die älter waren, als mein Vater je werden würde“. Nach einem Vormittag mit zahlreichen ärgerlichen Begegnungen mit älteren Männern rempelt er schließlich einen Mann mit dem Fahrrad an, so dass dieser stürzt. Maartens Frau spürt die Wut, führt dies aber auf Überarbeitung zurück und drängt Maarten dazu, den abgebrochenen Urlaub im schweizerischen Binntal fortzusetzen. In der ersten Urlaubsnacht träumt Maarten von seinem Vater, wie dieser durch ein Klatschmohnfeld läuft, ohne voranzukommen. Maarten erkennt darin seine eigene Ohnmacht, dem Vater nicht helfen zu können. Bei einem Spaziergang in den Bergen entdecken er und seine Frau Hanneke Spuren im Schnee, die plötzlich aufhören und nicht zurückführen.

### Das himmlische Magazin
Die Entdeckung der geheimnisvollen Fußspuren lässt Maarten sich an die Zeit zurückerinnern, als er erstmals seine Eltern verlassen hatte, um beim Bruder seiner Mutter in Leiden zu wohnen und zu studieren. Er hatte Heimweh nach Hause, besonders nach den Grabmachergeschichten seines Vaters. Bei einem Besuch zu Hause hatte der Vater von einem Mann erzählt, der sich sein Grab ausgesucht hatte und sich anschließend umbringen wollte, aber von Pau hingehalten wurde mit der Bitte, bis zum Frühling zu warten, weil der Boden noch zu sehr gefroren sei. Der Mann hatte Pau als Leichenbitter („Aanspreker“ (Originaltitel)) angesprochen, was dieser mit dem Hinweis zurückwies, er sei Grabmacher. Den Stolz des Vaters auf dieses Amt entdeckt Maarten auch in der Episode, als Maarten für Pau bei seinem Onkel eine Bibelauslegung für die Bibelstunde besorgen sollte. Darin ging es um die Frage, woher der nackte Jesus nach seiner Auferstehung seine Kleidung bekommen hatte (Antwort des Onkels: aus dem himmlischen Kleidermagazin). Pau hält die Ansprache, korrigiert sie aber schließlich: Seiner Meinung nach hat sich Jesus bei der Kleidung des Grabmachers bedient, weshalb Maria Magdalena ihn mit dem Gärtner verwechselte. Daraus leitet Pau stolz ab, dass Jesus sich nicht zu schade war, die Kleidung von Paus Berufsstand zu tragen. Als Maarten später am Kai Fußspuren entdeckt, die zum Wasser führen, aber nicht wieder zurück, glaubt er, der Mann habe sich dennoch das Leben genommen. Pau hingegen denkt, er habe den Mann von seinem Todeswunsch abbringen können. Als der Mann später wieder auftaucht, aber mitbekommt, dass Pau ihn schon länger hinhält und der Frost längst aus dem Boden ist, hängt er sich tatsächlich auf. Für die Fußspur zum Kai gibt es keine Antwort.

### Der Hubschrauber
Eine Antwort findet Maarten, als er im Binntal Taucher bei der Bergung eines toten Jungen beobachtet: Ein Hubschrauber setzt den Taucher mit Hilfe einer Strickleiter auf einer Wiese ab. Umgekehrt stellt sich Maarten vor, dass auch er an Bord des Hubschraubers gekommen sein könnte. So könnte es auch mit den verschwindenden Fußspuren gewesen sein. Während die Steineklopfer im Binntal auf der Suche nach Versteinerungen eine Pause einlegen, um den toten Jungen aus der Nähe zu betrachten, will Maarten am liebsten davonlaufen und der Begegnung mit dem Toten ausweichen.

### Die Räumung
Das Ereignis im Binntal ruft Maarten eine weitere Erinnerung ins Gedächtnis: als er als Kind mit seinem Vater und dem Steinmetz Ai van Leeuwen das erste Mal bei einer Grabräumung dabei ist. Der Normalität, mit der die Männer ihr Werk verrichten, und ihrem selbstverständlichen Umgang mit den vergänglichen Überresten begegnet der kleine Maarten mit Irritation und Faszination. Selbst einmal in einem Grab zu vermodern, kann sich das Kind nicht vorstellen. Lieber ist ihm die religiöse Vorstellung, dass Jesus vorher auf die Erde zurückkehrt und ihn auf einer Wolke in den Himmel hebt. Als das Grab endlich geöffnet ist, hofft Maarten, dass nichts mehr darin ist, doch der Vater drückt ihm einen Knochen in die Hand. Maarten reagiert schockiert.

### Die Flucht vor dem dritten Oktober
Am Tag vor der Erinnerung an die Befreiung Leidens macht sich Maarten, aus dem Binntal zurückgekehrt, auf den Weg zum Vater, um mit ihm endlich über dessen Krankheit zu sprechen – angeblich, um vor den Feierlichkeiten zu fliehen. Die Entdeckung von gerade geschlüpften Steinkäuzen und das Erscheinen eines Bestatters, der Pau ein Geschäft vorschlagen will, verhindert das Gespräch. Auch später am Abend, als die Familie zu Tisch sitzt, meidet Maarten letztlich das Gespräch, obwohl sich eine Möglichkeit dazu bietet.

### Henoch
Maartens frühste Erinnerung an den Tod verbindet sich mit dem Tod des Nachbarn Kraan. Schon damals floh der kleine Maarten, indem er zum Vater in den etwas entfernten Garten ging. Die Mutter hatte ihm aufgetragen, sich auf dem Weg nicht ansprechen zu lassen und sich auch von Bekannten nicht auf dem Fahrrad mitnehmen zu lassen. Unterwegs spricht ihn ein älterer Radfahrer an und will ihn mitnehmen, doch Maarten weigert sich. Während des Weges kreisen Maartens Gedanken um die Liebe zu Gott und die Liebe zum Vater. Ihm fällt die alttestamentliche Gestalt des Henoch ein (Gen 5,24), von dem es heißt, er sei nicht gestorben, sondern von Gott in den Himmel aufgenommen worden, weil er Gott geliebt habe: Wenn nun der Mann auf dem Fahrrad Gott gewesen wäre, dann hätte sich Maarten mit der Weigerung, mit ihm zu gehen, Gott selbst verweigert. Ein Stück weiter sieht Maarten den Mann auf dem Fahrrad wieder, wie er offenbar nach Maarten sucht. Der Junge versteckt sich und kommt schließlich wohlbehalten beim Vater an. Der nimmt ihn vor sich auf den Lenker des Fahrrads und fährt mit ihm zurück. Maarten wird klar, dass er sich damit gegen Gott und für seinen Vater entschieden hat.

### Der Monitor
Der schnelle Gesundungsprozess seines Vaters ließ Maarten immer wieder an der Diagnose des Arztes zweifeln, doch als er aus einer Veranstaltung heraus ans Telefon gerufen wird, ist ihm klar, worum es geht: Sein Vater ist wieder ins Krankenhaus gekommen. Er hatte einen Herzanfall und war reanimiert worden. Maarten eilt ins Krankenhaus und bleibt auch in der Nacht dort, allerdings soll er nicht beim Vater selbst bleiben, damit dieser sich erholen kann. Maarten ist sich unschlüssig, ob nicht der schnelle Tod durch Infarkt dem qualvollen Sterben durch Pankreaskarzinom vorzuziehen sein. In der Nacht wird er wieder zum Vater gerufen. Er ist im Todeskampf und stirbt schließlich.

## Interpretation
Maarten ’t Harts Roman ist eine autobiografische Aufarbeitung des Umgangs mit dem Tod des Vaters und der Reflexion der eigenen Sterblichkeit. Tod, Sterben, Vergänglichkeit sind die immer wiederkehrenden Themen, die sich mit unterschiedlichen persönlichen Erfahrungen verbinden. Im niederländischen Original trägt das Buch die Bezeichnung „Ein Roman von Vater und Sohn“, dennoch erscheint es formal weniger als Roman denn als eine längere Erzählung. Wie in den meisten Texten ’t Harts geht es dabei auch um eine kritische Auseinandersetzung mit dem Calvinismus der Elterngeneration.
Der deutsche Titel Gott fährt Fahrrad bezieht sich auf ein Motiv, das sich durch die gesamte Erzählung zieht: die Erinnerung daran, wie Maarten vorn bei seinem Vater auf der Lenkerstange sitzt. Die einzelnen Hinweise auf diese Szene laufen im Kapitel „Henoch“ zusammen, in dem Maarten ’t Hart eine Kindheitsszene beschreibt: Auf dem Weg zum Garten des Vaters wird er von einem Fremden auf dem Fahrrad angesprochen, sich doch von ihm, in Anspielung auf Kindesentführung und Kindesmissbrauch, mitnehmen zu lassen. Der Ich-Erzähler fragt sich, ob Gott, wenn er alles sein kann, nicht auch ein Fremder auf einem Fahrrad sein könnte. In der Entscheidung gegen Gott auf dem Fahrrad sieht der Erzähler einen ersten Riss in seinem Kinderglauben. Das Kapitel wird nach dem deutschen Titel zum Schlüsselkapitel für den ganzen Roman.
Eng damit verbunden ist das wiederkehrende Motiv der Entrückung: Das Kind Maarten kann sich seinen eigenen Tod nicht vorstellen. In seiner religiösen Vorstellungswelt tritt an die Stelle des Todes ein unmittelbares Entrücktwerden in den Himmel bei der noch zu Lebzeiten zu erwartenden Wiederkehr Jesu auf die Erde. Gott auf dem Fahrrad (= der Fremde) könnte das Kind mitnehmen wollen; es wäre eine besondere Variante der Entrückung. Das Motiv taucht auch auf in den plötzlich verschwindenden Fußspuren im Schnee und am Kai: Der jeweils geheimnisvolle Unbekannte wird in die Luft entrückt, wenn nicht in einer Wolke, so doch zumindest wie ein Taucher, der auf der Wiese die Strickleiter eines Hubschraubers ergreift und von diesem in die Höhe gezogen wird.
Der niederländische Originaltitel legt dagegen eine andere Spur: „De aansprekers“ (die Ansprecher, die Leichenbitter) bezieht sich zum einen auf den Beruf des Vaters selbst. Er weist zwar den Titel „Leichenbitter“ von sich, weil er Gräber aushebt und nicht Todesnachrichten überbringt und zur Beerdigung und zum Leichenschmaus bittet, doch ist mit Aansprekers sein Berufsstand gemeint. Zugleich weist auch der Sohn die Aufgabe zurück, die Todesnachricht zu überbringen, nämlich die Nachricht von der tödlichen Erkrankung des Vaters. Beide, Vater und Sohn, sind Aansprekers und weisen auf je eigene Weise den Titel zurück und wollen die Aufgabe nicht übernehmen. Der deutsche Untertitel „Die wunderliche Welt meines Vaters“ hebt die Beziehung zwischen Vater und Sohn auf und betont allein die beschriebene Welt des väterlichen Calvinismus.

## Kritik
Rezensionen zu dem Werk verfassten u. a. Dieter Borchmeyer in der Zeit vom 13. Juni 2001, Hermann Wallmann in der Frankfurter Rundschau vom 18. Januar 2001, Sabine Doering in der FAZ vom 25. November 2000 und Volker Mühleis in der Süddeutschen Zeitung vom 7. Oktober 2000.
Doering hob dabei besonders die Prägung ’t Harts durch den Calvinismus hervor, der in vielen seiner Bücher wiederzufinden und in diesen Kindheitserinnerungen besonders deutlich zu erkennen sei. Außerdem sah sie Bezüge zwischen ’t Harts Kindheitsbuch und dem Trend der 1970er-Jahre, sich mit der Vätergeneration auseinanderzusetzen: „Die späte Übersetzung des Buches schärft den Blick für historische Zusammenhänge […] Den kauzigen „Grabmacher“ […] verbindet zwar nichts mit jenen Vätern, denen ihre schreibenden Söhne und Töchter die Verstrickung in politische Schuld vorwarfen, doch hat auch Maarten ’t Hart mit seinem Vaterbuch den Versuch unternommen, sich der eigenen Herkunft und Existenz zu vergewissern. Ein Fall nachgetragener Liebe auch dies.“ Borchmeyer hingegen stellt den Roman eher in die Tradition der realistischen Erzählungen des 19. Jahrhunderts: „Ein Erinnerungsbuch voller Liebe, aber ebenso kauzig, befremdlich und von schwarzem Humor verschattet, wie es der Vater des Verfassers gewesen ist.“

## Textausgaben
- Maarten 't Hart: Gott fährt Fahrrad. Arche, Zürich 2000, ISBN 3-7160-2272-1
- Maarten 't Hart: Gott fährt Fahrrad. Piper, München 2003, ISBN 3-492-23404-6
- Maarten 't Hart: Gott fährt Fahrrad. Gruner und Jahr, Hamburg 2006 (Brigitte-Edition Bd. 22), ISBN 3-570-19534-1